# Lambrate FS
Lambrate FS – stacja metra w Mediolanie, na linii M2. Znajduje się w dzielnicy Lambrate, w pobliżu stacji kolejowej Milano Lambrate, w Mediolanie i zlokalizowana jest pomiędzy stacjami Udine, a Piola. Została otwarta w 1969.